# Obszar warowny
Uzasadnienie: To raczej to samo
Obszar warowny – obszar kraju, wydzielony pod względem dowództwa i posiadający zwykle swój własny plan obrony, uwzględniający ewentualność czasowego odcięcia od pozostałych obszarów kraju. W tym celu posiada on silniejsze fortyfikacje oraz składy, przystosowane do samodzielnej akcji obszaru warownego.
W II Rzeczypospolitej oraz w pierwszej dekadzie istnienia Polski Ludowej stosunki prawne w obszarach warownych i rejonach umocnionych regulowała ustawa z dnia 28 stycznia 1932 roku o stosunkach prawnych w obszarach warownych i rejonach umocnionych. Ustawa weszła w życie 12 marca 1932 roku i obowiązywała do 7 września 1951 roku. Na podstawie art. 1 i 17 wspomnianej ustawy zostały wydane następujące akty wykonawcze:
- rozporządzenie Rady Ministrów z dnia 6 grudnia 1934 roku o wprowadzeniu ograniczeń w obszarze warownym Wilno[3];
- rozporządzenie Rady Ministrów z dnia 6 grudnia 1935 r. o stosunku władz wojskowych do miejscowych cywilnych władz rządowych oraz samorządowych w obszarach warownych i rejonach umocnionych[3]. Oba akty weszły w życie 18 czerwca 1935 roku. Do tego czasu moc prawną zachowały postanowienia byłych państw zaborczych regulujące kwestie ograniczeń w obszarach warownych lub rejonach umocnionych (twierdzach, i umocnieniach).

23 czerwca 1927 roku weszło w życie rozporządzenie Prezydenta Rzeczypospolitej z dnia 10 czerwca 1927 roku w sprawie uznawania pewnych obszarów i miejscowości za obszary warowne lub rejony umocnione. Na podstawie tego rozporządzenia wydane zostały dwa akty wykonawcze:
- rozporządzenie Prezydenta Rzeczypospolitej z dnia 30 stycznia 1928 roku w sprawie uznania miasta Wilna i okolicy za obszar warowny[5];
- rozporządzenie Prezydenta Rzeczypospolitej z dnia 15 września 1948 roku o uznaniu półwyspu helskiego oraz obszarów Redłowo, Sobieszewo, Kępa Oksywska, Westerplatte i ich okolic za rejony umocnione[6].